# Furacão Luis
O furacão Luis foi um furacão de categoria 4 de longa duração e poderoso. Foi o furacão mais forte a atingir a costa e o terceiro furacão mais intenso registrado durante a temporada de furacões no oceano Atlântico de 1995. A tempestade, junto com Humberto, Iris e Karen, foi um dos quatro sistemas tropicais simultâneos na bacia do Atlântico.
Luis causou grandes danos a Antígua, São Bartolomeu, a ilha de São Martinho, Anguila e Bermudas. A tempestade foi responsável por 19 mortes confirmadas, deixou quase 20.000 desabrigados (principalmente em Anguila, Barbuda e São Martinho) e afetou mais de 70.000 pessoas. O dano total foi estimado em $3,3 mil milhões de dólares (à data de 1995) nas áreas afetadas.
As primeiras tempestades de categoria 4 que afetaram as ilhas de Sotavento no século XX incluem o furacão Dog em 1950, o furacão Donna em 1960, o furacão David em 1979 e o furacão Hugo em 1989. Luis foi o segundo de três ciclones tropicais a afetar Guadalupe em um curto período; o furacão Iris havia atingido uma semana antes, e o furacão Marilyn apenas 10 dias depois. Depois do furacão Luis, as Ilhas Sotavento foram atingidas pelo furacão Bertha, Hortense, Erika, Georges, Jose, Lenny e Debby.
O sistema formou-se a partir de uma onda tropical, ao sul das ilhas de Cabo Verde a oeste da África, em 27 de agosto, e atingiu o status de tempestade tropical em 29 de agosto. A tempestade atingiu o status de furacão em 31 de agosto e mais tarde evoluiu para 230 km/h (140 mph) um furacão de categoria 4. Luis afetou as Ilhas Sotavento com esta força de 4 a 6 de setembro. Quando Luis atingiu a costa na Terra Nova, ele havia encolhido para um furacão de categoria 1 e depois se tornado extratropical em 11 de setembro.

## História meteorológica
Em 26 de agosto de 1995, uma área de clima perturbado associada a uma onda tropical emergiu sobre o oceano Atlântico oriental, entre a costa ocidental da África e as ilhas de Cabo Verde. Um centro de circulação de baixo nível formou-se e moveu-se para o oeste até desenvolver uma baixa superfície fraca em 27 de agosto, e por volta de 1200 UTC em 27 de agosto, o Centro Nacional de Furacões (NHC) designou o sistema como Depressão Tropical Treze. 36 horas depois, em 29 de agosto, o NHC reclassificou o evento como Tempestade Tropical Luis. Embora a atividade convectiva tenha flutuado nos próximos dois dias como resultado de um vento forte nas proximidades, a tempestade continuou a se intensificar com o aumento da pressão. Quando a força do vento cedeu, um olho começou a se formar e o sistema atingiu o status de furacão em 31 de agosto. Foi classificado 18 horas depois como um grande furacão de categoria 3.

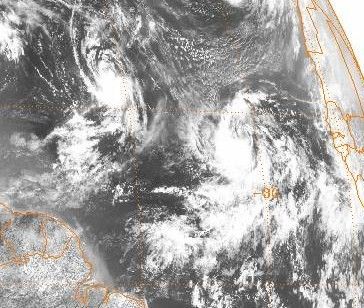
Tempestades tropicais Karen (à esquerda) e Luis (à direita) em 29 de agosto

Enquanto seguia na direção norte-noroeste, o furacão Luis continuou a se fortalecer e se tornou um furacão de categoria 4 na escala Saffir-Simpson em 2 de setembro. Ao virar para oeste, o ciclone manteve uma rota lenta retilínea, e a intensidade foi confirmada por um voo de reconhecimento em 3 de setembro. No momento do voo, Luis estava localizado a aproximadamente 870 km (540 mi) leste das Pequenas Antilhas. A tempestade começou a acelerar ligeiramente à medida que se movia ao longo de uma crista subtropical, devido à absorção da tempestade tropical Karen pelo mais forte Iris.
Quando se aproximou das Pequenas Antilhas em 4 de setembro, Luis havia sofrido um campo de vento medindo de 555 to 587 km (345 to 365 mi) de diâmetro. Na manhã de 5 de setembro, as ilhas de Dominica e Guadalupe, que sofreram ventos com força de furacão na costa nordeste de Grande-Terre e La Désirade, foram relativamente poupadas pela tempestade. A parede do olho do furacão, no entanto, atingiu Antígua e passou diretamente sobre Barbuda, à  medida que enfraquecia lentamente. Durante este tempo, a tempestade avançou lentamente para o noroeste, causando danos moderados a Montserrate, São Cristóvão e Neves, Santo Eustáquio e Saba. Mais tarde, Luis mudou-se ao longo de São Bartolomeu, Ilha de São Martinho e, finalmente, cruzou Anguila, onde os ventos mais poderosos dentro da parede do olho foram estimados em 217 km/h (135 mph), e sua pressão central caiu de 945 to 942 mbar (27.9 to 27.8 inHg).
Luis manteve sua intensidade de categoria 4 até 7 de setembro, quando estava situado a aproximadamente 240 km (150 mi) ao norte de Porto Rico. Após sete dias consecutivos como um grande furacão com ventos máximos sustentados de pelo menos 185 km/h (115 mph) começando em 1 de setembro, a tempestade gradualmente voltou a se curvar sobre o Atlântico norte como um furacão de categoria 2, com a velocidade do vento caindo para 180 km/h (110 mph). Em 9 de setembro, o centro da tempestade passou de 320 km (200 mi) a oeste das Bermudas, causando danos menores. Mais tarde naquele dia, a tempestade começou a acelerar à medida que viajava para nordeste, à frente de um forte vale localizado a noroeste de Luis. Na tarde de 10 de setembro, Luis começou a passar por uma transição extratropical ao se aproximar rapidamente do litoral canadense. Devido ao rápido movimento da tempestade, um enfraquecimento significativo não ocorreu até que Luis estivesse em uma latitude excepcionalmente alta. O NHC informou que a pressão central da tempestade diminuiu para 961 mbar (28.4 inHg), e os ventos sustentados não ultrapassaram 140 km/h (90 mph).
Luis manteve essa intensidade até 11 de setembro, quando alcançou a Península de Avalon no leste de Terra Nova e Labrador, onde o ar frio e seco tornou-se entrincheirado em sua circulação, e o sistema começou a se fundir com a depressão que se aproximava. O NHC emitiu seu comunicado final sobre o furacão Luis às 09:00 UTC em 11 de setembro de 1995. O furacão atingiu quase 105 km/h (65 mph) para o nordeste antes da transição para um ciclone extratropical. Os restos extratropicais persistiram por mais 30 horas no Oceano Atlântico Norte antes de serem absorvidos pelo vale próximo à costa sul da Gronelândia no final de 12 de setembro.

## Preparativos

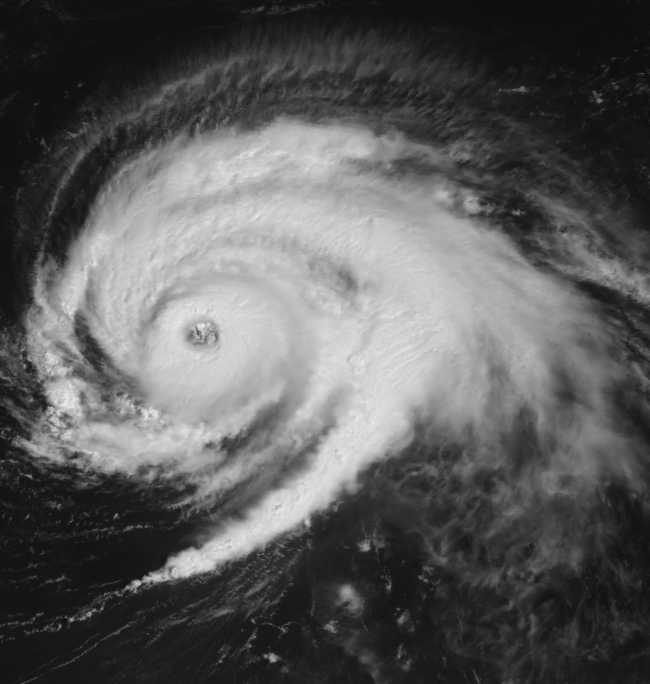
Furacão Luis em 6 de setembro ao norte das Ilhas Leeward

Três dias antes de passar pelo norte das Pequenas Antilhas, Luis se tornou um furacão de categoria 4 e a previsão era que não chegasse a áreas bem ao norte, seguindo o caminho traçado por Humberto e Karen. No entanto, conforme Karen se aproximava de Iris, ela foi enfraquecida e absorvida pela tempestade mais forte. Isso, e a crista subtropical próxima, acabaram conduzindo Luis para o oeste.

### Caribe
Devido ao seu movimento lento, Luis deu às autoridades locais tempo suficiente para se prepararem. Antes da chegada da tempestade, um total de 17 alertas e avisos de ciclones tropicais foram declarados em várias áreas do Caribe. No decorrer de 3 de setembro, Antígua, Barbuda, Nevis, São Cristóvão, São Martinho, Saba, Santo Eustatius, Dominica, Guadalupe e São Bartolomeu foram colocados sob vigilância de furacões. Às 0000 UTC em 4 de setembro, isso foi atualizado para um aviso de furacão para a região de Antígua a St. Martin, e um aviso de tempestade tropical para Dominica e Guadalupe. Seis horas depois, as Ilhas Virgens Britânicas e dos Estados Unidos, bem como Porto Rico, foram colocadas sob vigilância de furacões. Por volta de 2100 UTC, essas regiões foram atualizadas para aviso, assim como São Bartolomeu, São. Martin e Dominica, com Santa Lúcia e Martinica sob aviso de tempestade tropical.
Às 1200 UTC de 5 de setembro, o aviso de tempestade tropical para Santa Lúcia foi interrompido e, nove horas depois, Dominica foi rebaixado para aviso de tempestade tropical. Ao longo de 6 a 8 de setembro, todos os avisos foram rebaixados ou descontinuados. As Bermudas foram colocadas sob vigilância de tempestade tropical às 21h UTC do dia 7 de setembro. Este relógio foi atualizado para um aviso às 15h00 UTC do dia seguinte e interrompido às 09h00 UTC do dia 10.

### Canadá
O Centro Canadense de Furacões começou a emitir avisos na manhã de 8 de setembro, cerca de 48 horas antes da entrada de Luis na área de cobertura do centro, quando a trajetória da tempestade começou a se curvar a leste da Flórida. O centro marítimo do Serviço Meteorológico do Canadá emitiu avisos para as áreas afetadas já em 9 de setembro, 36 horas antes da chegada da tempestade.

## Impacto
| Condado/Região        | mortos | prejuízos     | Fonte         |
| --------------------- | ------ | ------------- | ------------- |
| Antígua e Barbuda     | 3      | $350 milhões  | [ 1 ]         |
| Guadalupe             | 1      | $50 milhões   | [ 1 ] [ 9 ]   |
| Dominica              | 2      | $47 milhões   | [ 1 ] [ 10 ]  |
| Montserrat            | 0      | $20 milhões   | [ 9 ]         |
| Saint Kitts and Nevis | 0      | $197 milhões  | [ 1 ]         |
| Santo Eustáquio       | 1      | >$350 milhões | [ 1 ]         |
| Santo Eustáquio       | 8      | $1.8 bilhões  | [ 1 ]         |
| Porto Rico            | 2      | $200 milhões  | [ 1 ] [ 9 ]   |
| Estados Unidos        | 1      | $1.9 milhões  | [ 11 ] [ 12 ] |
| Ilhas Virgens         | 0      | $300 milhões  | [ 9 ]         |
| Terra Nova            | 1      | $0.5 milhões  | [ 1 ]         |
| Total                 | 19     | ~$3.3 bilhões |               |

### Ilhas Sotavento
No geral, os ventos fortes e as chuvas fortes causados por Luis causaram extensos danos às colheitas e propriedades nas Ilhas Sotavento. Devido à falta de relatórios de algumas áreas afetadas, a quantidade exata de danos causados pela tempestade é desconhecida, mas é estimada em cerca de US$ 3 mil milhões.

#### Antigua e Barbuda
Como resultado de um impacto direto do furacão de categoria 4, Barbuda sofreu 217 km/h (135 mph) e mais de 10 in (25 cm) de chuva, contribuindo para danos muito extensos. De acordo com o primeiro-ministro Lester Bird, a maioria das casas foi danificada ou erradicada em 70% em Barbuda, e quase 45% das residências em Antígua foram danificadas ou destruídas pelo furacão que passou perto de 48 km (30 mi) ao norte da ilha. Em todas as ilhas, vários habitantes sofreram cortes de energia e sistemas de água interrompidos. A tempestade acabou sendo responsável por três mortes e feriu 165 moradores. 32.000 habitantes em ambas as ilhas foram gravemente afetados, com 1.700 forçados a se abrigar e aproximadamente 3.000 desabrigados. Uma estação dos Estados Unidos em Antigua perdeu seu equipamento de registro de vento quando as rajadas atingiram 235 km/h (146 mph) e pressão mínima em 971 mbar (28.7 inHg), enquanto um rádio amador relatou uma rajada não confirmada de 282 km/h (175 mph) em Barbuda. Em todo o país, os danos totais da tempestade foram estimados em US$ 350 milhões, ou 60% do Produto Interno Bruto (PIB) do país, com a maior parte dos danos em Barbuda.

#### Guadalupe
Luis causou alguns danos ao passar perto de 105 km (65 mi) ao norte de Guadalupe, predominantemente para Grande-Terre. As condições de intensidade do furacão resultaram em danos moderados a casas e telhados, árvores arrancadas e erosão severa das praias.  A região de Basse-Terre, entretanto, recebeu pequenos danos, exceto para as plantações de banana que foram danificadas em quase 90%, e as plantações de cana-de-açúcar no norte em quase 20%. No geral, 5 to 11 in (13 to 28 cm) de chuva foram registrados nas ilhas, enquanto as regiões montanhosas registraram até 20 in (51 cm). A maior precipitação no período de 48 horas foi em La Grande Soufrière, onde 22.91 in (58.2 cm) de chuva danificou as estradas da costa oeste e levou embora casas.
O escritório meteorológico em Raizet registrou ventos sustentados de 77 km/h (48 mph), com rajadas que chegaram perto de 105 km/h (65 mph). O escritório também relatou uma queda na pressão mínima para 994 mbar (29.4 inHg) entre 3 e 4h do dia 5 de setembro, e um total de 178 mm (7.0 in) de chuva em todo o período. Apenas Desirade, a ilha mais oriental, registrou ventos com força de furacão de 121 km/h (75 mph), e uma rajada sustentada a 143 km/h (89 mph) entre 3 e 4h em 5 de setembro, com um 992 mbar (29.3 inHg) pressão. A tempestade tirou a vida de um turista francês de 19 anos, que foi arrastado por ondas fortes em um pier no leste de Saint-François. O dano total foi estimado em 250 milhões de francos ($ 50 milhões de dólares ), principalmente para as colheitas e estradas.
| Precipitação | Precipitação | Precipitação | Tempestade    | Local                     | Ref.   |
| Posição      | mm           | pol          | Tempestade    | Local                     | Ref.   |
| ------------ | ------------ | ------------ | ------------- | ------------------------- | ------ |
| 1            | 582          | 22.9         | Luis 1995     | Dent de l'est (Soufrière) |        |
| 2            | 508          | 20.0         | Marilyn 1995  | Saint-Claude              | [ 17 ] |
| 3            | 466          | 18.3         | Lenny 1999    | Gendarmerie               | [ 18 ] |
| 4            | 389          | 15.3         | Hugo 1989     |                           |        |
| 5            | 318          | 12.5         | Hortense 1996 | Maison du Volcan          | [ 19 ] |
| 6            | 300          | 12           | Jeanne 2004   |                           | [ 20 ] |
| 7            | 223.3        | 8.79         | Cleo 1964     | Deshaies                  | [ 17 ] |
| 8            | 200          | 7.87         | Erika 2009    |                           | [ 21 ] |
| 9            | 165.3        | 6.51         | Earl 2010     | Sainte-Rose (Viard)       | [ 22 ] |
| 10           | 53.6         | 2.11         | Edith 1963    | Basse Terre               | [ 17 ] |

#### São Bartolomeu
As ilhas sofreram grandes danos de 217 km/h (135 mph) ventos enquanto o furacão passava pelo menos 32 km (20 mi) ao norte de São Bartolomeu. A principal estação meteorológica registrou rajadas de vento em 160 km/h (100 mph) antes que o anemômetro quebrasse, enquanto outras estações sugerem velocidades do vento de 201 km/h (125 mph) e rajadas de até 249 km/h (155 mph). Essa diferença na medição pode ser devido aos efeitos locais produzidos pelo terreno montanhoso da ilha e aos ventos de amostragem da aeronave em um nível acima da região de ventos máximos. Além disso, a pressão mínima registrada estava em 948 mbar (28.0 inHg) quando a tempestade se aproximou mais e ficou abaixo de 1,000 mbar (30 inHg) por pelo menos 24 horas.

### São Martinho
A parede do olho de Luís passou de 24 to 32 km (15 to 20 mi) nordeste da ilha de St. Martin, causando danos extensos e catastróficos a 60% da área, principalmente no lado holandês. Um total de 6.5 in (17 cm) de chuva foi registrada no território da ilha durante um período de 48 horas, e a tempestade gerou vários tornados F3.

#### Coletividade Francesa
Em Grand Case Bay, as condições do mar agitado e ventos fortes foram responsáveis pelos danos ou destruição de 90% das casas. Outras cidades, como o French Quarter e Marigot, também relataram grandes danos a casas e vegetação. Pelo menos 50% das casas da Coletividade de São Martinho foram danificadas, deixando entre 950 a 2.000 moradores desabrigados.
O escritório meteorológico do Aeroporto de Grand-Case Espérance estimou algumas rajadas de vento em mais de 210 km/h (130 mph), enquanto um anemômetro não oficial no porto de Marigot registrou rajadas de vento em 203 km/h (126 mph) antes de o instrumento ser derrubado. Uma pessoa foi dada como morta e, devido à falta de seguros, o custo preliminar de Luis na Coletividade Francesa foi de 2 mil milhões de francos (€ 300 milhões de euros, ou $ 350 milhões de dólares) de danos.

#### São Martinho
A parte sul da ilha, Sint Maarten, de propriedade holandesa, recebeu mais danos catastróficos do que a extremidade norte da França. Os ventos mais fortes vieram em terra no lado holandês, e a capital, Philipsburg, foi pelo menos 70% dizimada pela tempestade. A inundação de Luis afetou o Great Salt Pond, que inundou várias ruas.
Dos 70% das residências que foram danificadas pela tempestade, quase 15% se tornaram inabitáveis, incluindo empresas, igrejas, o principal terminal do aeroporto, algumas escolas e quatro hotéis. Mais de 5.000 haitianos que viviam no bairro holandês ficaram desabrigados, enquanto algumas cidades da ilha passaram quase três meses sem água e energia. Dos 1.500 barcos abrigados em Simpson Bay Lagoon, quase 1.300 - ou 85% - afundaram ou encalharam. O número oficial de mortos em Sint Maarten foi de oito, com possibilidade de mais mortes por afogamento na lagoa. O aeroporto Princesa Juliana registou ventos sustentados de 140 km/h (87 mph), com rajadas máximas até 183 km/h (114 mph). A pressão barométrica baixa, no seu ponto baixo era entre 963 to 964 mbar (28.4 to 28.5 inHg). Ventos de força tropical atingiram a ilha por cerca de 21 horas, enquanto vento de intensidade de furacão açoitaram por cerca de oito horas enquanto o furacão passou com um velocidade miníma de 11 to 14 km/h (7 to 9 mph). Os danos totais no lado neerlandês foram catastróficos, totalizando cerca de $1.8 bilhões USD, e Luis foi o furacão mais devastador a atingir a ilha desde o furacão Donna em 1960.

### Anguila
O foco do furacão passou pela ponta nordeste de Anguila. Embora sua localização geográfica signifique que a ilha provavelmente teria sofrido danos piores do que St. Martin, a escala total dos danos ainda é desconhecida. Luis foi o pior furacão que a ilha sofreu desde o furacão Donna em 1960.

### São Cristóvão e Nevis
O olho de Luis passou quase 80 km (50 mi) nordeste de São Cristóvão e Neves, causando severa erosão da praia, danos moderados às residências e deixando pelo menos 2.000 moradores desabrigados. A tempestade danificou ainda mais a vegetação local e algumas das infraestruturas rodoviárias, com problemas decorrentes essencialmente do mau sistema de água nas ilhas. O dano total acabou chegando a US$ 197 milhões.

### Dominica
Ventos com força de tempestade tropical de aproximadamente 64 km/h (40 mph) afetou Dominica da manhã à tarde de 5 de setembro. A pressão mais baixa registrada foi entre 1,003 to 1,005 mbar (1,003 to 1,005 hPa). Como o olho de Luis passou quase 201 km (125 mi) ao norte, a maioria dos danos sofridos na Dominica foi infligida às plantações de banana que já haviam sido danificadas pelo ataque anterior do Iris. Embora os danos gerais tenham sido menores, a erosão da praia foi comum e Luis interrompeu vários hotéis de praia e estradas costeiras. As ondas fortes na costa nordeste e oeste afetaram cidades como Marigot, Roseau e Portsmouth, deixando cerca de 1.000 moradores desabrigados. No final das contas, um pescador foi confirmado morto devido às condições do mar agitado. Os danos materiais causados apenas por Luis foram estimados em US$ 47 milhões, enquanto os efeitos combinados de Luis, Iris e do furacão Marilyn, que ocorreu dez dias depois, totalizaram US$ 184 milhões.

### Porto Rico
Luis passou a 190 km (120 mi) nordeste de Porto Rico, causando danos menores no leste. Além disso, duas mortes foram relatadas na ilha como consequência da pressa em se preparar para a chegada da tempestade.

### Bermudas
Bermudas relatou ventos sustentados de até 74 km/h (46 mph). No mar, a tempestade produziu ondas que se aproximam de 100 ft (30 m) de altura. No total, pouco ou nenhum dano foi relatado na ilha.

### Leste dos Estados Unidos e offshore
O mar agitado da tempestade afetou a costa leste dos Estados Unidos, resultando em alguma erosão da praia e danos a duas estruturas à beira-mar em Fire Island. As ondas altas, em combinação com a maré alta, causaram erosão significativa na praia e inundações costeiras. Em 7 de setembro, as correntes de ressaca produzidas por Luis causaram a morte de uma pessoa perto de Corncake Inlet, na Carolina do Norte. No condado de Brunswick, Carolina do Norte, oito casas foram perdidas ao ser arrastadas pelas ondas e 40 ft (12 m) da praia. Nos condados próximos de Hyde, Carteret e Onslow, ondas de até 17 ft (5.2 m) lavaram 33 ft (10 m) do Píer Triple S em Atlantic Beach, efetivamente destruindo-o. As perdas totais na Carolina do Norte chegaram a US$ 1,9 milhão. Em Nova Iorque, o mar agitado minou e destruiu uma casa e levou à morte uma pessoa que nadava nas ondas altas.

### Canadá Atlântico
Em 11 de setembro, uma onda violenta desencadeada por Luis atingiu o transatlântico Queen Elizabeth 2 quando este estava a cerca de 200 nmi (370 km; 230 mi) ao sul de Terra Novaoriental. Uma boia canadense próxima registrou uma 98 ft (30 m) ou menos ao mesmo tempo. Embora o navio não tenha sofrido nenhum dano significativo, sua chegada a Nova Iorque atrasou-se consideravelmente.

Em todo o leste da Terra Nova, o sistema caiu 61 to 119 mm (2.4 to 4.7 in) de chuva em seu desembarque como uma categoria 1. Os ventos de noroeste atingiram 130 km/h (81 mph). A tempestade causou danos menores à grande província, com as enchentes custando cerca de US$ 500.000 em danos. Uma morte relacionada à tempestade foi relatada no Canadá.

## Consequências e impacto econômico

### Antígua, Barbuda, Dominica e São Cristóvão e Neves
Vários órgãos das Nações Unidas contribuíram financeiramente para a reconstrução das áreas afetadas pelo furacão Luis. O Escritório de Coordenação de Assuntos Humanos forneceu US$ 50.000 em fundos de emergência para a nação de Antígua e Barbuda, bem como para as Antilhas Holandesas, enquanto o Programa de Desenvolvimento das Nações Unidas forneceu US$ 50.000 adicionais para Barbados e as Antilhas Holandesas. O Fundo para Crianças também forneceu um subsídio em dinheiro de $ 20.000 para todas as ilhas afetadas, e a Organização Educacional, Científica e Cultural contribuiu com $ 20.000 para Antígua e Barbuda, $ 15.000 para Dominica e $ 5.000 para St. Kitts e Nevis para fins de reconstrução de escolas. A Organização dos Estados Americanos, por sua vez, concedeu um subsídio emergencial em dinheiro de US$ 250.000 a Antígua e Barbuda, Dominica e São Cristóvão e Neves.
O Governo das Bahamas forneceu $ 50.000 para as áreas afetadas, enquanto o Governo do Canadá doou $ 149.253 para a Organização Pan-Americana da Saúde e $ 44.760 para a região afetada. Eles foram acompanhados por uma doação de $ 150.000 do Governo do Japão e $ 15.873 do Governo da Espanha. Antígua e Barbuda receberam $ 37.593 do Governo da Austrália, $ 200.000 do Governo da França e $ 32.942 do Governo da Nova Zelândia. O Governo da Alemanha forneceu $ 52.817 em fundos de emergência para St. Kitts e Nevis, enquanto o Governo da Holanda contribuiu com $ 15,2 milhões em fundos de emergência e recuperação para as Antilhas Holandesas. O Governo da Noruega forneceu US$ 50.000 em assistência em dinheiro para Antígua e Barbuda e São Cristóvão e Neves.
Embora a maior parte do apoio tenha sido inteiramente financeiro, dado em fundos de emergência e recuperação, o Escritório de Ajuda Humanitária da Comunidade Europeia forneceu produtos de socorro, como lonas de plástico, recipientes de água, cobertores e suprimentos médicos básicos no valor de US$ 1,2 milhão. O Governo da Jamaica enviou equipes militares de recuperação para as regiões afetadas para ajudar nos esforços de reabilitação e limpeza.

### São Martinho
O grau de devastação deixado pelo furacão Luis em São Martinho deixou a ilha inacessível por ar ou mar por dois dias. A tempestade deixou até 2.000 cidadãos desabrigados e deixou a ilha sem eletricidade, água encanada ou serviço de telefone. Quando o transporte foi retomado, os turistas embarcaram em um voo charter saindo do Aeroporto Internacional Princesa Juliana. Tanto a Holanda quanto a França enviaram soldados e policiais aos seus respetivos lados da ilha, mas testemunhas oculares e residentes relataram que as autoridades pouco fizeram para interceder no saque generalizado que se seguiu ao furacão.
Além de ventos fortes e sementes, Saint Martin foi afetado por uma diferença substancial nas previsões de velocidade do vento medidas no aeroporto ao nível do mar e aquelas medidas em residências ao longo das encostas da ilha. As leituras do nível do mar mostraram 138 km/h (86 mph) ventos e rajadas de até 183 km/h (114 mph), enquanto as medições em encostas mostraram rajadas entre 270 and 320 km/h (170 and 200 mph). Um marinheiro que havia sido abrigado na lagoa registrou um recorde de 185 km/h (115 mph) rajada de vento e uma leitura de pressão mínima de 965 mbar (28.5 inHg).

## Registros e aposentadoria
Em 29 de agosto, a Tempestade Tropical Luis marcou a primeira data em que se formou a décima segunda tempestade nomeada da temporada, superando o recorde anterior estabelecido pela Tempestade Tropical Doze em 31 de agosto de 1933. Desde então, esse recorde foi quebrado pelo furacão Laura, que se intensificou para uma tempestade tropical em 20 de agosto de 2020.
Pouco antes de se tornar extratropical, o furacão Luis estava se movendo aos 105 km/h (65 mph), tornando-se um dos furacões atlânticos de movimento mais rápido da história.  Com um campo de força de vento de furacão expandindo mais de 210 km (130 mi) do centro, Luis tinha o maior raio de ventos com força de furacão medido para um furacão no Atlântico até Lorenzo em 2019. Foi também um dos ciclones extratropicais mais intensos pela velocidade do vento. Enquanto os ciclones extratropicais geralmente têm velocidades do vento variando de 72 to 129 km/h (45 to 80 mph), Luis alcançou ventos com a força de um furacão ao sul da Terra Nova.
Em 11 de setembro, um 98 ft (30 m) onda atingiu um transatlântico como resultado de Luis. Esta onda é a maior já registrada oficialmente, embora o furacão Ivan possa ter produzido uma onda de até 130 ft (40 m) alto da costa do México em 2004.
Desde 1950, houve muito poucos furacões no Atlântico com um índice de energia acumulada do ciclone (ACE) de mais de 50. Ao passar quase quatorze dias como uma tempestade nomeada, incluindo sete dias consecutivos como um grande furacão, Luis atingiu um valor ACE de 53,9, o mais alto desde o furacão Inez em 1966. Ele manteve esse recorde até 2003, quando o furacão Isabel registrou um ACE de 63,3.
Devido aos graves danos e perdas de vidas causados pela tempestade nas Ilhas Sotavento, o nome "Luis" foi retirado na primavera de 1996, garantindo que nunca será usado para outro furacão no Atlântico. Posteriormente, foi substituído por "Lorenzo" na temporada de furacões no oceano Atlântico de 2001. Luis foi o primeiro furacão do Atlântico começando com "L" a ter seu nome retirado, e o primeiro furacão a ser retirado desde o furacão Andrew em 1992.